# Passion (Musik)
Die musikalische Passion oder Passionsmusik stellt die Vertonung des biblischen Passionstextes dar, wie er in einem der Evangelien überliefert ist.

## Geschichte und liturgischer Ort
Der Vortrag der Leidensgeschichte Christi nach den vier Evangelien erfolgte in der mittelalterlichen und später römisch-katholischen Kirche während der Karwoche nach einer liturgischen Ordnung, die später dann aber in der evangelischen Tradition auch aufgelockert werden konnte und sich immer mehr auf den Karfreitag zu konzentrieren beginnt:
| Tag                                       | Passions-Evangelium in der mittelalterlichen und katholischen Kirche | Passions-Evangelium in der Dresdner Schlosskirche bei Heinrich Schütz | Passionen bei Johann Sebastian Bach in Leipzig                        |
| ----------------------------------------- | -------------------------------------------------------------------- | --------------------------------------------------------------------- | --------------------------------------------------------------------- |
| Judica (5. Sonntag der Passionszeit)      |                                                                      | Evangelium nach Matthäus – Matthäuspassion (1666)                     |                                                                       |
| Palmsonntag (6. Sonntag der Passionszeit) | Evangelium nach Matthäus                                             | Evangelium nach Lukas – Lukaspassion (1653)                           |                                                                       |
| Dienstag in der Karwoche                  | Evangelium nach Markus                                               |                                                                       |                                                                       |
| Mittwoch in der Karwoche                  | Evangelium nach Lukas                                                |                                                                       |                                                                       |
| Karfreitag                                | Evangelium nach Johannes                                             | Evangelium nach Johannes – Johannespassion (1666)                     | Johannes-Passion (1724) Matthäus-Passion (1727) Markus-Passion (1731) |

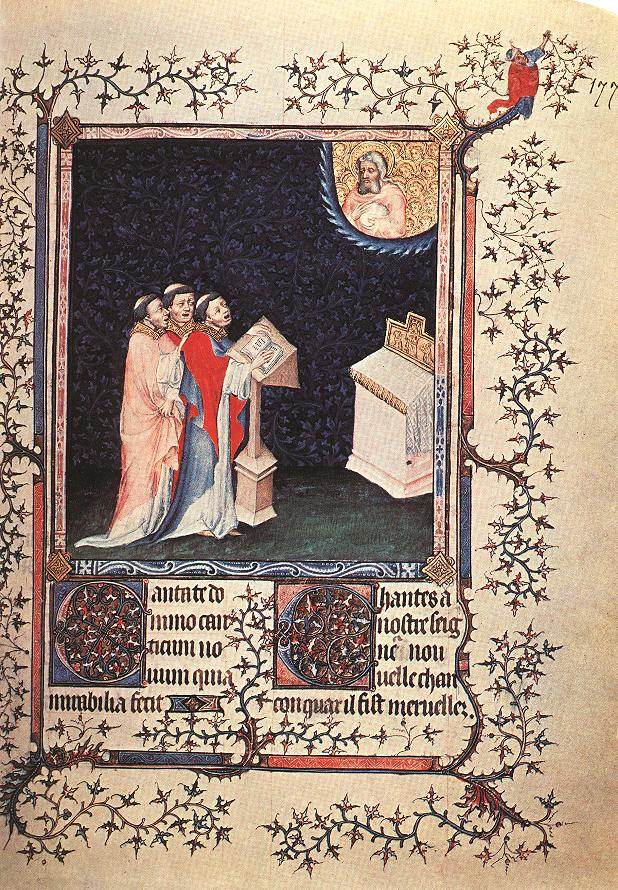
Darstellung von drei singenden Geistlichen (um 1400). So hat man sich das Singen von Passionen ab dem 15. Jahrhundert aufführungspraktisch vorzustellen.

Der Brauch des Vortrages einer biblischen Leidensgeschichte war eine Einrichtung im Rahmen der Passionsliturgie, die bereits im 5. Jahrhundert beginnt und belegt ist. Ursprünglich wurde das Evangelium nur von einem einzigen Geistlichen auf dem dafür vorgesehenen Passionston rezitiert. Spätestens im 13. Jahrhundert wurde die liturgische Passionsrezitation auf verschiedene Personen übertragen.
In der Regel teilten sich drei Geistliche den Vortrag: eine tiefe Stimme trug die Worte Christi (vox Christi) vor, eine mittlere Stimme den Part des Erzählers bzw. Evangelisten (vox evangelista) und eine hohe Stimme schließlich die übrigen Personen, die als Soliloquenten bezeichnet werden. Auch die Chöre der Jünger, Juden, Hohenpriester, Mägde, falsche Zeugen und Soldaten – Turbae genannt – gehören dazu. Eine Handschrift aus Modena des späten 15. Jahrhunderts zeigt bei Passionen die Differenzierung in männliche und weibliche Rollen:
| Lage        | biblische Rolle                                                      | vorgetragen durch |
| ----------- | -------------------------------------------------------------------- | ----------------- |
| f           | Christus                                                             | Priester          |
| c'          | Evangelist                                                           | Diakon            |
| f'          | Soliloquent / Turba                                                  | Subdiakon         |
| c - c' - e' | dreistimmiger Turba-Chor (erstmals Füssen, ca. 1450)                 |                   |
| f           | Judas (männliche Stimmlage, erstmals Modena, Ende 15. Jahrhundert)   |                   |
| f'          | Ancilla (weibliche Stimmlage, erstmals Modena, Ende 15. Jahrhundert) |                   |

Im 15. Jahrhundert tritt eine Einleitung (Introitus, Praefatio) an den Beginn des Vortrages, aber auch ein abschließendes Dankgebet (Conclusio, Gratiarum agimus). Diese älteste Art der liturgischen Passion hat sich bis ins 19. Jahrhundert erhalten.
Schon in vorreformatorischer Zeit lassen sich musikalische Erweiterungen und Bereicherungen des liturgischen Vortrages beobachten, die über den normalen Passionston und seine Formeln der Gregorianik hinausgehen. Insbesondere wurden die Turbae durch mehrstimmige Ausführung ergänzt, um sie von den Gesängen der Einzelpersonen zu unterscheiden. Ab Mitte des 15. Jahrhunderts traten die Stimmen der drei ausführenden Geistlichen im Quint-Quartabstand zusammen. Die beiden Figuren der „falschen Zeugen“ beginnen zweistimmig zu singen.
Diese Praxis übernahm auch Martin Luther in der Reformationszeit für die evangelischen Gottesdienste weitgehend so. Martin Luther wollte den Vortrag aller vier Passionen mit der Zeit allerdings beschränkt wissen auf zwei, oder eine. Luther warnte auch, „man solle die Passionen nicht an den Werktagen der Karwoche singen, weil es sich um Arbeitstage handle“.
Um eine weitere Straffung zu erreichen, schuf Johann Bugenhagen 1526 eine sogenannte Passionsharmonie, also einen Auszug aus einer Textzusammenstellung, die auch Evangelienharmonie genannt wurde. Sodann wurde von Johann Walter im Auftrag Luthers die traditionelle Singweise der deutschen Sprache angepasst. Nicht eine individuelle Komposition, sondern nur die Umbildung der alten lateinischen Passion in die deutsche Sprache war von den reformatorischen Theologen und Musikern beabsichtigt. Kurt von Fischer stellte fest, dass „noch im 16. und frühen 17. Jahrhundert die Passionsvertonungen evangelischer und katholischer Herkunft kaum voneinander getrennt betrachtet und verstanden werden. In den liturgischen Passionen beider Konfessionen ist immer wieder das Gemeinsame – man möchte heute sagen: das Ökumenische – von entscheidender Bedeutung gewesen“.

## Unterscheidungen und Typen

### Choralpassion und responsoriale Passion
Im Nachgang der Reformation kam es zum Typus der protestantischen Choralpassion, indem zum Beispiel die Chöre der Walterschen Passion neu bearbeitet werden (etwa von Jakob Meiland 1567, 1568 und 1570). Allerdings wird die Choralpassion heute eher als responsoriale Passion bezeichnet. Weitere Bezeichnungen sind dramatische Passion, aber auch szenische Passion.
Im Blick auf die Passionen von Heinrich Schütz spricht Otto Brodde auch vom Typ der Rezitativ-Passion: Die Schütz-Passionen sind „nicht nur Höhepunkt der Rezitativ-Passion, sondern zugleich Endpunkt ihrer Geschichte. Die nach Schütz entstandenen Rezitativ-Passionen sind so ausgesprochen epigonal, dass sie mit den seinen nicht zu vergleichen sind“.
Zur Differenzierung: Die responsoriale Passion und die Rezitativ-Passion unterscheiden sich darin, dass der eine Typ dem gregorianischen Choral verpflichtet bleibt, dem sogenannten Passionston, während der andere von Heinrich Schütz geschaffene Typ sich von den Zwängen der Gregorianik weitgehend schon befreit hat und freie Rezitative gestaltet. „Aufs Ganze gesehen, ist Schützens Einstimmigkeit eine organische Synthese von choralen Elementen und frei erfundener Rezitativ-Melodik, eine absolut diatonische Monophonie, die allem Modellhaften und Formelgebahren widerspricht, letzten Endes eine musikalisch transformierte Metamorphose des Sprechmelos.“
Gemeinhin wird dann zwischen responsorialen bzw. motettischen Passionen, die ausschließlich den reinen Bibeltext vertonen, und „oratorischen“, von Günther Massenkeil etwas trennschärfer „konzertant“ genannten Passionen unterschieden, die Einschübe anderer Texte (Choräle u. a.) oder Instrumentalteile enthalten können.
Die responsorialen Passionen von Johann Walter waren im mitteldeutschen Raum aber im ganzen 17. Jahrhundert und gelegentlich sogar weit darüber hinaus verbreitet. So wird seine Passion etwa in Leipzig 1716 genannt, in Merseburg sogar noch 1741.

### Figuralpassion und motettische Passion
So hat sich aus der Choralpassion heraus der Typ der durchkomponierten Passion entwickelt. Dabei wird der gesamte Text der Passion mehrstimmig, gewissermaßen nach Motettenart, durchkomponiert. Das heißt: auch die Stimme Christi und des Evangelisten erklingen mehrstimmig. Abgesehen von einer Einleitung und einem Schluss-Gesang kommt allerdings ausschließlich der Bibeltext zu Gehör. Der erste Beleg dieser Form stammt von Longeval.
Andere Autoren sprechen bei diesem Typ von einer Figuralpassion, der auch Nähe zur Passionsmotette besitzt. Ferner hat sich auch der Begriff der motettischen Passion eingebürgert. Die Blütezeit der durchkomponierten Passion hat allerdings nur kurze Zeit gedauert und findet sich eigentlich nur im Zeitalter der Gegenreformation.
Deutsche protestantische Passionen dieses Typs stammen von Joachim a Burck, Leonhard Lechner und Christoph Demantius.

### Oratorische Passion

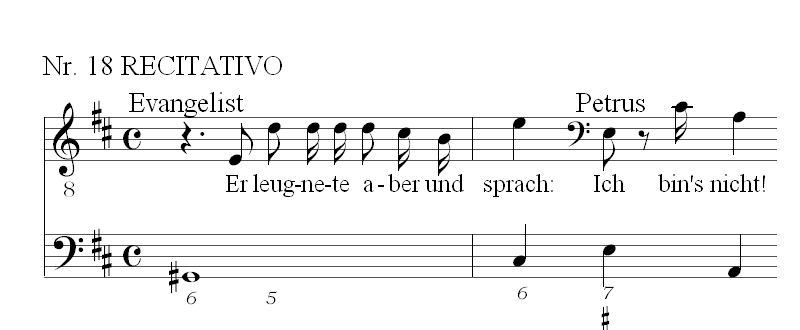
Auszug aus der Johannespassion von Johann Sebastian Bach; hier der Dialog zwischen Petrus und der Magd, verbunden durch die Erzählung des Evangelisten

Aus der konzertanten Passion hat sich die oratorische Passion entwickelt, also ein Oratorium, das die biblische Passionsgeschichte entlang des biblischen Zeugnisses gestaltet, dabei aber auch außerbiblische Textelemente oder geistliche Lyrik verarbeitet. Zu beobachten ist dies z. B. schon bei Thomas Selle 1642. Selle hat in seine Johannes-Passion Intermedien eingefügt, die eine kontemplative Funktion haben. Außerdem nimmt er Instrumente hinzu. Johann Sebastiani wiederum gibt „zur Erweckung größerer Devotion unterschiedliche Verse aus den üblichen Kirchenliedern“ in die von ihm 1672 komponierte Matthäus-Passion hinzu, und zwar mehrstimmige Sätze von Johann Eccard. Schützens Schüler Johann Theile fügte 1673 in seine Matthäuspassion instrumentale Ritornelle und Lied-Arien ein.
Die oratorische Passion zeichnet sich dann insgesamt durch freie Einschübe aus, die den Fluss des Bibeltextes unterbrechen. Merkmale sind das Secco-Rezitativ für den Evangelisten und die Soliloquenten, hinzu tritt die Continuo-Orgel (meist Orgelpositiv) und der Streicherbass. Im Accompagnato-Rezitativ erhalten dagegen die Christusworte z. B. in Bachs Matthäuspassion, aber auch schon bei Johann Theile und in Johann Valentin Meders Matthäuspassion, zur Hervorhebung Streicherchorbegleitung. Betrachtende Da-capo-Arien, aber auch ein Arioso, sowie Chöre und Choräle, die auf freier Dichtung basieren, bereichern das Werk.
Der Typ ist vor allem dem Zeitalter der Orthodoxie zuzuordnen.

### Passionsoratorium

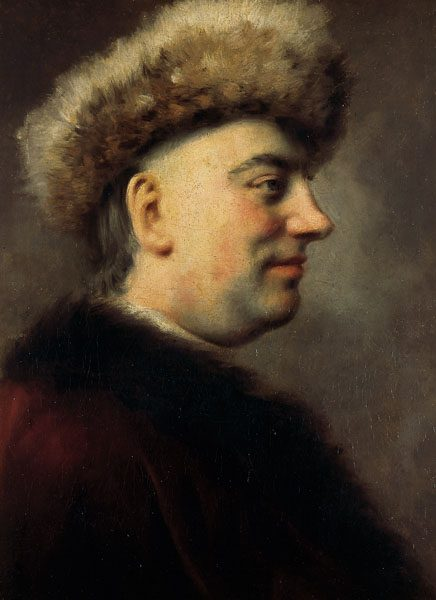
Barthold Heinrich Brockes. Er schuf die Textgrundlage berühmter Passionsoratorien für Johann Caspar Bachofen, Georg Friedrich Händel, Reinhard Keiser, Johann Mattheson, Gottfried Heinrich Stölzel und Georg Philipp Telemann.

Das Passionsoratorium reicht dagegen schon in die Zeit des Pietismus. In der Regel kommt im Passionsoratorium kein Bibeltext mehr vor, sondern nur noch freie Dichtung rund um das Leiden Jesu. Als Textdichter traten Christian Friedrich Hunold und Johann Ulrich König, hauptsächlich aber Barthold Heinrich Brockes hervor, der viele Komponisten zu Passionsoratorien inspirierte. Carl Heinrich Graun trat 1755 erstmals mit seinem Passionsoratorium Der Tod Jesu bei der Sing-Akademie zu Berlin hervor. Das Werk hat sich konstant in den Konzertprogrammen gehalten. Die Singakademie führte das Werk jahrzehntelang als Karfreitagsmusik auf, bis es nach der Wiederentdeckung von Bachs Passionen durch diese ersetzt wurde.

### Zwischenstufen
Es gibt aber zwischen allen Gruppen Grenz- und Übergangserscheinungen. Auch fällt es nicht immer leicht, die Unterscheidungen der Musikwissenschaft, die vor allem zur Erklärung und Einordnung von Werken des 15. bis 18. Jahrhunderts dienen, auf die Werke des 20. und 21. Jahrhunderts zu übertragen. In „merkwürdiger Mischung“ finden sich neapolitanisch-opernhafte neben choralen Elementen bei dem 1750 für Salzburg bestimmten Passionsoratorium von Johann Ernst Eberlin, das den Titel trägt Der blutschwitzend Jesus. Auch die Grenzen zwischen den Konfessionen verschwimmen am Ende des 18. Jahrhunderts; es macht sich im Passionsoratorium beider Konfessionen „ein Zug ins übertrieben Pathetische oder Weinerliche unangenehm bemerkbar“.

### 20. Jahrhundert
Im Übergang zum 20. Jahrhundert bekommt die Passion durchaus wieder gottesdienstliche Bestimmung. Heinrich von Herzogenberg ging voran und schrieb 1896 auf diesem Gebiet als erster ein Werk mit betont gottesdienstlicher Bestimmung. Andere Werke folgten und sorgten dafür, dass die Passion als musikalische Gattung wieder in die Gottesdienste der Passionszeit zurückkehrte.
Andererseits gibt es auch Gegenbeispiele wie die Passions- und Auferstehungsmusik op. 27 (1932) von Hermann Wolfgang von Waltershausen, die für Cembalo und Kammerorchester geschrieben wurde, die Gebundenheit an das Wort der biblischen Passion verlässt und nicht zwingend in den Gottesdienst zurückführt.

## Werke

### Beispiele für responsoriale Passionen
- lateinisch:
  - Claudin de Sermisy (1535)
  - Cypriano de Rore (1557)
  - Jachet de Mantua (1567)
  - Orlando di Lasso: Markus-Passion (1582), Lukas-Passion (1582), Matthäus-Passion (1575), Johannes-Passion (1575)
  - Tomás Luis de Victoria: Matthäus-Passion (1585)
  - Thomas Mancinus: Celler Passion (vor 1602)[22]
  - Giovanni Matteo Asola (1595)
  - William Byrd: Johannes-Passion (1607)

- deutsch:
  - Johann Walter: Matthäus-Passion, Johannes-Passion (beide um 1530)
  - Antonius Scandellus: Johannespassion (1570 oder früher)
  - Jacobus Gallus
  - Bartholomäus Gesius: Johannespassion (1588)
  - Samuel Besler: Passion (1612)

### Beispiele für motettische Passionen
- deutsch:
  - Joachim a Burck schuf eine Johannespassion, in der erstmals der deutsche Passionstext mehrstimmig durchkomponiert wurde sowie eine Passion auf eine Evangelienharmonie
  - Leonhard Lechner: Johannes-Passion (1593)
  - Christoph Demantius: Johannes-Passion (1631)

### Passions-Historien von Heinrich Schütz
Heinrich Schütz zeichnet sich dadurch aus, dass er Passions-Historien schuf, die, abgesehen von einer Einleitung und einem Beschluss, keine Unterbrechung des Bibeltextes dulden.
- Heinrich Schütz: Matthäus-Passion (1666), Lukas-Passion (um 1653), Johannes-Passion (1665/66) – allerdings bezeichnet Schütz alle drei Werke als Historia,[23] wörtlich: Historia des Leidens und Sterbens … Jesu Christi …

- auch Markus-Passion (1668), auch Marco Giuseppe Peranda zugeschrieben.

### Beispiele für oratorische Passionen
- Thomas Selle: Matthäus-Passion (1642); Johannes-Passion (1641 [ohne Intermedii], 1643 [mit Intermedii])
- Christian Flor: Passionsoratorium (1667)
- Johann Sebastiani: Das Leyden und Sterben unseres HERRN und Heylandes Jesu Christi nach dem heiligen Matthæo. Königsberg (1672)
- Johann Theile: Matthäuspassion, Lübeck (1673)
- Johann Valentin Meder: Matthäuspassion (um 1700; Meder lässt die Jesus-Worte stets von zwei Violinen begleiten)
- Johann Sebastian Bach: Johannes-Passion (1724), Matthäus-Passion (1727/29), Markus-Passion (1731, Musik verschollen), Lukas-Passion (1730, Musik von einem anonymen Autor von Bach kopiert [mit einzelnen Sätzen von Bach])
- Georg Philipp Telemann: zahlreiche Matthäus-, Markus-, Lukas- und Johannes-Passionen (45 insgesamt zwischen 1722 und 1767, von denen 21 verloren sind)
- Carl Philipp Emanuel Bach: zahlreiche Matthäus-, Markus-, Lukas- und Johannes-Passionen (21 insgesamt zwischen 1769 und 1789)
- Gottfried August Homilius schuf vier oratorische Passionen, nach den vier Evangelisten. Einige von ihnen wurden von C. P. E. Bach aufgeführt.

### Beispiele für Passionsoratorien und Mischformen
- Der für die Sünden der Welt gemarterte und sterbende Jesus (Brockes-Passion von Barthold Heinrich Brockes), vertont von Keiser 1712, Telemann 1716, Mattheson 1718, Händel 1719 (siehe Händels Brockes-Passion), Fasch 1723, Stölzel 1725, Bachofen 1759.
- Seliges Erwägen, Text und Musik von Georg Philipp Telemann 1722
- Die gekreuzigte Liebe oder Tränen über das Leiden und Sterben unseres Heilandes - Passionsoratorium nach den Worten von Johann Ulrich König, TVWV 5:4
- La passione di Gesù Cristo (Pietro Metastasio), vertont von ungefähr 70 Komponisten, darunter Antonio Caldara 1730, Niccolò Jommelli 1749, Johann Gottlieb Naumann 1767, Josef Mysliveček 1773, Antonio Salieri 1777 (→ La passione di nostro signore Gesù Cristo), Joseph Schuster 1778, Giovanni Paisiello 1782 und Johann Friedrich Reichardt 1783.
- Der Tod Jesu (Karl Wilhelm Ramler), vertont von Georg Philipp Telemann, Carl Heinrich Graun und Carl Philipp Emanuel Bach 1755 sowie Johann Christoph Friedrich Bach
- Carl Philipp Emanuel Bach, Die letzten Leiden des Erlösers
- Johann Wilhelm Hertel, Der sterbende Heiland. Passionskantate. Text von Johann Friedrich Löwen. Herausgegeben und kommentiert von Franziska Seils. Beeskow 2001
- Gottfried August Homilius Passions-Kantate „Ein Lämlein geht und trägt die Schuld“ (1775 bei Breitkopf & Härtel in Leipzig gedruckt)
- Ludwig van Beethoven, Christus am Ölberge (1803)
- Carl Loewe: Das Sühnopfer des neuen Bundes (Passionsoratorium, 1847)
- Friedrich Schneider: Gethsemane und Golgatha (Passionsoratorium, 1838) op. 96
- Antonio Rosetti:
  - Passionsoratorium Der sterbende Jesu (1785), Text: Karl Friedrich Bernhard Zinkernagel
  - Passionsoratorium Jesus in Gethsemane (1790), Text: Heinrich Julius Tode

Mit Reduktion auf die Jesusworte am Kreuz:
- Heinrich Schütz, Die sieben Worte Jesu Christi am Kreuz, SWV 478 (1645)
- Joseph Haydn, Die sieben letzten Worte unseres Erlösers am Kreuze (1796, Hob. XX/2)
- Richard Bartmuß, Die Heilandsworte am Kreuz, op. 51

### Beispiele für Passionen im 19. Jahrhundert
- Louis Spohr: Des Heilands letzte Stunden, Oratorium in zwei Teilen, WoO 62 (1834/1835)
- César Franck, Les Sept Paroles du Christ sur la Croix (1859)
- Heinrich von Herzogenberg: Die Passion. Kirchen-Oratorium für Gründonnerstag und Charfreitag für Solostimmen, Chor, Streichorchester, Harmonium, Gemeindegesang und Orgel (1896)
- Lorenzo Perosi: La Passione di Cristo secondo S. Marco (1897)

### Beispiele für Passionen des 20. Jahrhunderts
- Marcel Dupré: Symphonie-Passion op. 23 (1924) - als Orgelwerk ohne Vokalmusik
- Kurt Thomas: Markus-Passion (1927)
- Hugo Distler: Choralpassion nach den vier Evangelien der Heiligen Schrift, op. 7, für 5-stimmigen gemischten Chor und 2 Vorsänger, die den Evangelisten und Jesus darstellen (1932/1933)
- Georges Migot: La Passion, Oratorium in zwölf Teilen (1939–1946; Urauff. Paris, 25. Juli 1957)
- Frank Martin: Golgotha, nach Worten der Bibel und Augustinus, für 5 Soli, gemischten Chor, Orgel und Orchester (1945–1948)
- Rudolf Mauersberger: Passionsmusik nach dem Lukasevangelium für zwei getrennt aufgestellte Chöre (1947)
- Wolfgang Schoor: Die Passion nach Markus und Worten verschiedener Dichter für Sopran-, Alt-, Tenor-, Bariton- und Bass-Solo, gemischten Chor, Kammerorchester, Cembalo und Orgel (1949), Texte: Evangelium, Stundengebet, Prophet Jesaja, H. P. Bergler-Schroer, Lilo Ebel, Paul Gerhardt, Gottfried Hasenkamp, Johann Heermann, Hertha Jaegerschmid, Wolfgang Schoor, Friedrich Wilhelm Weber (1949)
- Kurt Fiebig: Markus-Passion für Soli und gemischten Chor a cappella (1950)
- Ernst Pepping: Passionsbericht des Matthäus (1951)
- Max Baumann: Passion op. 63 (1959)
- Karl Marx: Als Jesus von seiner Mutter ging, Passionskantate über eine alte Weise aus dem Buchenland für Sopran, Bariton, gemischten Chor und Instrumente (1961)
- Helmut Degen: Johannes-Passion (1961–1962)
- Krzysztof Penderecki: Lukas-Passion (1962–1965)
- Hermann Schroeder: Johannes-Passion für gemischten Chor und Solosänger (1963)
- Hermann Schroeder: Matthäus-Passion für gemischten Chor und Solosänger (1964)
- Karl Michael Komma: Matthäus-Passion für Chor a cappella (1965)
- Hermann Schroeder: Lukas-Passion für gemischten Chor und Solosänger (1970)
- Hermann Schroeder: Markus-Passion für gemischten Chor und Solosänger (1971)
- Paul Ernst Ruppel: Crucifixion - Passionsbetrachtung nach Spirituals für Solotenor, gemischten Chor, Posaune und Bass (1960)
- Gerd Zacher: Die Weihnachtspassion Euch ist heute (1973)
- Christfried Schmidt: Passion (1975, UA 2019)
- Kurt Grahl: Matthäuspassion, Markuspassion, Lukaspassion, Johannespassion (o.J)
- Klaus Miehling: Passio secundum Marcum für Soli, Chor und Barockorchester (1980/2006) – Judas-Passion (2005), Textauswahl von Matthias Uhlich
- Mikis Theodorakis: Kata Saddukaion Pathi (Sadduzäer-Passion; Text: Michalis Katsaros) für Tenor, Bariton, Bass, Chor und Orchester (1981–1982)
- Arvo Pärt: Passio Domini nostri Jesu Christi secundum Joannem für Soli, gemischten Chor, Instrumentalquartett und Orgel (1982)
- Oskar Gottlieb Blarr: Jesus-Passion (1985)
- Gerbert Mutter: Deutsche Johannes-Passion. Nach dem Ökumenischen Text aus dem Schott-Altarmessbuch für 8 Solostimmen und vierstimmigen gemischten Chor a cappella (1986)
- Jörg Ewald Dähler: Das Passionsgeschehen nach dem Evangelisten Lukas. Für 1–8-stimmig gemischten Chor, Sprecher, Posaunenquartett und Orgel (1987)
- Ulrich Nehls: Passionsmusik nach dem Evangelisten Matthäus (1990)
- Henning Frederichs: Oratorium „Passionserzählung der Maria Magdalena“ (ohne Jahreszahl)
- Anton Reinthaler schuf vier Passionen: Leidensgeschichte nach Johannes, Leidensgeschichte nach Lukas, eine Leidensgeschichte nach Markus und die Leidensgeschichte nach Matthäus
- Johannes Weyrauch: Kleine Passion nach dem Evangelium des Johannes. WeyWV 64. Chor SAM, Chorsoli, (Str ad lib,) Org.

### Beispiele für moderne Passionen des 21. Jahrhunderts
- Sofia Gubaidulina: Johannespassion, in russischer Sprache (2000)
- Wolfgang Rihm: Deus passus nach ausgewählten Texten des Lukasevangeliums (2000)
- Matthias Drude: Für Deine Ehre habe ich gekämpft, gelitten - Stationen der Passion Jesu (2000)
- Johannes Matthias Michel: Kreuzigung, Passionsszene für Bariton, Sprecher, Chor und Orchester (2001)
- Tan Dun: Water Passion After St. Matthew (2002)
- Michael Radulescu: Leiden und Tod Unseres Herrn Und Heilands Jesus Christus. EINE PASSION, für Alt-Solo, Bass Solo, 2 gemischte Chöre, 4 Flöten, 4 Kontrabässe, 4 Posaunen, 4 Gamben, 2 Schlagzeuggruppen (2002–2003)
- Fredrik Sixten: En svensk Markuspassion. För Soli, två Körer och Kammarensemble (2003)
- Mark Andre: ...22,13... Musiktheater-Passion in drei Teilen (1999–2004)
- Peter Michael Braun: Passus est et resurrexit für gemischten Chor, große Orgel und Orchester (2005)
- Hans Peter Türk: Siebenbürgische Passionsmusik für den Karfreitag (2007)[24][25]
- James MacMillan: St John Passion (2008)
- Bob Chilcott vertonte 2013 die Johannes-Passion.
- Sven-David Sandström: Neufassung der Matthäus-Passion mit dem Text von Picander (2014)
- Werner Schulze, Passio, op. 25 (2015)[26]
- Ludger Stühlmeyer: Johannespassion für Chor SATB und Gesang-Solisten SATB, Texte nach: Joh. 18,1–19,42 (2014)
- Fredrik Sixten: Johannespassionen (2015)
- Sven-David Sandström: Johannes-Passion (2016)
- Gunther Martin Göttsche: Jerusalem, Passionsoratorium, geschrieben 2016 in Jerusalem (als op. 90), für sechs Vokalsolisten, Chor, Jugendchor, Posaunenchor, großes Sinfonieorchester, Klavier und Orgel.
- Klaus Sebastian Dreher: Die Graue Passion - Oratorium für Soli, Chöre und Instrumentalisten über Textfragmente einer mittelhochdeutschen Passionsharmonie im Anklang an Altarbildtafeln von Hans Holbein d. Ä. (2017)
- Beate Rux-Voss: Matthäuspassion für Sopran, Tenor, Bariton und Orgel. Uraufführung am 2. April 2021.[27]

### Beispiele für eine Passion im Stile eines Musicals
Die Passion lässt sich auch mit den Stilmitteln des Musicals darstellen:
- Andrew Lloyd Webber: Jesus Christ Superstar (1971)

### Passion für Kinder
Meist aus religionspädagogischem Interesse erfolgt die musikalische Verarbeitung des Passionsthemas auch in kindgerechter Form:
- Margret Birkenfeld schuf 1980 eine Kinderpassion: Kommt und seht: Das Grab ist leer – Kleine Passion für Kinder.

## Verwandte Gattungen
- Oratorium
- Sieben letzte Worte
- Stabat mater
- Historie (Musik)